# Better Halves (filme)
Better Halves é um curta-metragem de comédia mudo norte-americano, realizado em 1916, com o ator cômico Oliver Hardy.